# Николай (Модебадзе)
Никола́й (в миру Нугза́р Джимше́рович Модеба́дзе; род. 16 февраля 1960, Чиатура, Имеретия, Грузинская ССР) — бывший архиерей РПЦЗ(А), лишённый сана и монашества.

## Биография
Родился 16 февраля 1960 года в городе Чиатура, в Грузинской ССР. В 1977 году окончил среднюю школу и поступил в Тбилисский университет. С 1983 по 1986 год обучался в Мцхетской духовной семинарии.
28 августа 1985 года епископом Чкондидским Вахтангом (Ахвледиани) был хиротонисан во диакона и назначен на служение в храм Иверской иконы Божией Матери в городе Поти. 13 сентября 1986 года тем же епископом был хиротонисан во пресвитера.
В 1987 году иерей Нугзар был назначен настоятелем храма Святителя Николая в городе Поти. В том же году, после успешного завершения реконструкции храма, был возведён в достоинство протоиерея и награждён правом ношения митры. В 1988 году назначен благочинным Чкондидской епархии. В 1995 году протоиерей Нугзар был назначен сначала настоятелем храма Святого Иоанна Крестителя в городе Хашури, а затем настоятелем храмов Самтависских и Каспийских. В 1996 году получил назначение на должность настоятеля Атенско-Сионского монастыря в честь Успения Божией Матери и благочинного Самтависской епархии. В 1998 году на должность настоятеля кафедрального собора в городе Гори.
В 1998 году протоиерей Нугзар Модебадзе покинул юрисдикцию Грузинской Православной Церкви и переехал в Москву, где присоединился к Российской Истинно-Православной Церкви (РосИПЦ). В сентябре того же года бывшим иерархом Грузинского патриархата Амвросием (Катамадзе) был пострижен в монашество с именем Николай.

### Архиерейство
27 сентября 1998 года был рукоположён в сан епископа Потийского и Мингрельского. Его хиротонию совершили: митрополит Амвросий (Катамадзе), архиепископ Арсений (Киселёв), архиепископ Рафаил (Прокопьев) и епископ Моисей (Ходжава). Позднее епископ Николай (Модебадзе) был возведён в достоинство митрополита Иверского и Причерноморского. В ответ на это Священный синод Грузинской православной церкви 24 декабря 1998 года лишил его сана. В официальном определении значилось, что он, «будучи недостойным, из-за своих корыстных целей отошёл от Грузинской Православной Церкви, связался с неканонической группировкой в России, так называемой „Истинно Православной Церковью России“, и объявил себя епископом. За грубое нарушение церковных канонов, антицерковную и антинародную деятельность он был лишён священного сана. Населению Грузии объявляется, что с этого момента любые священнодействия Николая Модебадзе являются незаконными, недействительными и представляют собой грех. Поэтому все его священнодействия должны быть повторены»
Подал прошение о переходе в юрисдикцию РПЦЗ(А), которое было рассмотрено 16-17 марта 2011 года на Архиерейском синоде РПЦЗ(А), после публикаций материалов которого от этом прошении стало известно. 25 марта того же года Священный Синод ИПЦ(Р) постановил «вывести его из состава епископата ИПЦ, освободить от всех обязательств перед ИПЦ и объявить, что Истинно-Православная Церковь более не несёт ответственности за митрополита Николая (Модебадзе) ни в каких отношениях».
27 мая 2011 года синод РПЦЗ(А) постановил принять митрополита Николая (Модебадзе) на условиях совершения над ним новой хиротонии во епископа, и определил ему быть викарным епископом Потийским при председателе синода РПЦЗ(А) для окормления грузинских приходов в составе РПЦЗ(А). 29 мая 2011 года в храме в честь Всех святых в земле Российской просиявших в Воронеже хиротонию совершили: архиепископ Софроний (Мусиенко), епископ Дионисий (Алфёров), епископ Никон (Иост) и епископ Кирилл (Кравец).
В 2012 году епископ Николай (Модебадзе) и архиепископом Исаакий (Квитка) едут в Грузию. В Грузии епископ Бодбийский Иларион (Самхарадзе) и епископ Иверский и Причерноморский Николай (Модебадзе) восполнили хиротонию Исаакия (Квитки) архиепископа Черкасского и Одесского. По возвращении из Грузии 30 сентября 2012 года архиепископ Исаакий (Квитка) и епископ Николай (Модебадзе) перерукополагают епископа Алексия (Бойко) с возведением его в чин архиепископа Кубанского и Донского.
22 октября 2013 года решением Архиерейского Синода РПЦЗ(А) была учреждена Причерноморская епархия, юрисдикция которой распространялась «на всю территорию Грузии», правящим архиереем которой был назначен епископ Николая с титулом «Иверский и Причерноморский».
31 августа 2023 года Агафангелом (Пашковским) «с ведома и согласия» других Архиереев РПЦЗ(А), извернут из священного сана с лишением монашества «за сослужение с сектантами и совершение совместно с ними „архиерейских хиротоний“; неисполнение Постановлений Архиерейских Синодов РПЦЗ; попрание монашеских обетов, заключение гражданского брака и блудное сожительство с женщинами, учитывая, что эти проступки доказаны и факт совершения их не вызывает сомнений, а также ввиду полного отсутствия покаяния за содеянные преступления». Решение было подтверждено архиерейским синодом РПЦЗ(А), прошедешем 16 — 18 октября 2023 года.